# J. M. Cohen
John Michael Cohen (Londres, 5 de febrero de 1903 – 19 de julio de 1989) fue un traductor, al inglés, de importantes obras literarias europeas. 
Tras licenciarse por la Cambridge University y trabajar para el negocio familiar, durante la Segunda Guerra Mundial, trabajó como profesor y aprende castellano y ruso. Su primera traducción es de unos poemas de Boris Pasternak, por aquel entonces desconocido fuera de la antigua Unión Soviética. Tras el encargo de Penguin Books de una traducción del Don Quixote, dejó su trabajo como profesor en 1946, para dedicarse la obra, que sería publicada en 1950.
Además de sus traducciones de obras importantes de la literatura española y francesa para addition Penguin, Cohen también fue editor de numerosas antologías de literatura española y latinoamericana y muchos títulos para Penguin Classics (con E. V. Rieu). Jugó un papel instrumental en lo que se llegó a llamar en el mundo anglosajón el Latin Boom de la década de 1960 con sus traducciones de obras de Jorge Luis Borges, Octavio Paz, y Carlos Fuentes. Asimismo, presentó las obras de Gabriel García Márquez al editor de este en lengua inglesa.[cita requerida]
En su obituario, The Guardian afirmó que Cohen «quizás hizo más que ningún otro de su generación para introducir al lector británico los clásicos de la literatura mundial,  poniendo a su disposición traducciones buenas y en un inglés contemporáneo». 

## Obras traducidas (selección)
- Boris Pasternak, Selected Poems, London: Drummond, 1946.
- Miguel de Cervantes, Don Quixote, Penguin, 1950.
- Jean-Jacques Rousseau, The Confessions, Penguin, 1953.
- François Rabelais, The Histories of Gargantua and Pantagruel, Penguin, 1955.
- St. Teresa of Avila, The Life of St. Teresa of Avila by Herself, Penguin, 1957.
- Michel de Montaigne, Essays, Penguin, 1958.
- Bernal Díaz, The Conquest of New Spain, Penguin, 1963.
- Fernando de Rojas, La Celestina or The Spanish Bawd: Being the Tragi-Comedy of Calisto and Melibea, Penguin, 1964.
- Pierre Teilhard de Chardin, The Appearance of Man, London: Collins, 1965.
- Agustín de Zárate, The Discovery and Conquest of Peru, Penguin, 1968.
- Christopher Columbus, The Four Voyages of Christopher Columbus; Being His Own Log-book, Letters and Dispatches with Connecting Narrative Drawn from the Life of the Admiral by His Son Hernando Colon and Other Contemporary Historians, Penguin, 1969.
- Heberto Padilla, Sent off the Field: A Selection from the Poetry of Heberto Padilla, London: Deutsch, 1972.

## Libros y antologías editadas por Cohen
- The Penguin Book of Comic and Curious Verse, Penguin, 1952.
- Penguin Book of Spanish Verse, Penguin, 1956 (new editions, 1962 and 1988).
- More Comic and Curious Verse, Penguin, 1956.
- Yet More Comic and Curious Verse, Penguin, 1959.
- (con Mark J. Cohen) The Penguin Dictionary of Quotations, Penguin, 1960.
- Poetry of This Age: 1908-1965, Harper, 1966.
- Latin American Writing Today, Penguin, 1967.
- Writers in the New Cuba: An Anthology, Penguin, 1967.
- (con Mark J. Cohen), The Penguin Dictionary of Modern Quotations, Penguin, 1971.
- (con Mark J. Cohen) The New Penguin Dictionary of Quotations, Viking, 1992.
- The Common Experience, an anthology of mystical writing
- The Rider Book of Mystical Verse, Rider & Co, 1983.

## Libros escritos por Cohen
- Robert Browning, London: Longmans, Green, 1952.
- A History of Western Literature, Penguin, 1956.
- The Life of Ludwig Mond, London: Methuen & Co., 1956.
- Poetry of This Age (1959, revised 1966)
- Robert Graves, Edinburgh: Oliver and Boyd, 1960.
- English Translators and Translations, London: Longmans, Green, 1962.
- The Baroque Lyric, London: Hutchinson, 1963.
- Jorge Luis Borges, New York: Barnes & Noble, 1973.
- Journeys down the Amazon: Being the Extraordinary Adventures and Achievements of the Early Explorers, London: C. Knight, 1975.